# Байгличево
Байгли́чево (рос. Байглычево, чув. Кивĕ Эйпеç) — село у складі Яльчицького району Чувашії, Росія. Входить до складу Янтіковського сільського поселення.
Населення — 264 особи (2010; 325 у 2002).
Національний склад:
- чуваші — 97 %